# Леонтьево (Судиславский район)
Лео́нтьево — деревня в Расловском сельском поселении Судиславского района Костромской области России.

## География
Деревня расположена на берегу реки Покша. На другой стороне реки ранее располагалось село Шишкино.
Леонтьево числится в реестре зарегистрированных в АГКГН географических названий объектов на 21.12.2011 под № 3050 с координатами 57° 46' с. ш. 41° 23' в. д., однако на современных картах не отмечена.

## История
Согласно Спискам населенных мест Российской империи в 1872 году деревня относилась к 2 стану Костромского уезда Костромской губернии. В ней числилось 14 дворов, проживало 37 мужчин и 41 женщина.
Согласно переписи населения 1897 года в деревне проживало 83 человека (38 мужчин и 45 женщин).
Согласно Списку населенных мест Костромской губернии в 1907 году деревня относилась к Шишкинской волости Костромского уезда Костромской губернии. По сведениям волостного правления за 1907 год в ней числилось 26 крестьянских дворов и 68 жителей. Основным занятием жителей деревни, помимо земледелия, была работа чернорабочими.
До муниципальной реформы 2010 года деревня входила в состав Долматовского сельского поселения Судиславского района.

## Население
| 1872 | 1897 | 1907 | 2008 | 2010 | 2014 |
| ---- | ---- | ---- | ---- | ---- | ---- |
| 78   | ↗83  | ↘68  | ↘25  | ↘18  | ↗23  |